# الساندرو اسبریزو
الساندرو اسبریزو (انگلیسی: Alessandro Sbrizzo؛ زادهٔ ۱۱ آوریل ۱۹۷۵) بازیکن فوتبال اهل ایتالیا است.
از باشگاه‌هایی که در آن بازی کرده‌است می‌توان به باشگاه فوتبال پادوا، باشگاه فوتبال رجینا، باشگاه فوتبال دلفینو پسکارا، و باشگاه فوتبال ناپولی اشاره کرد.